# Тома Палеолог
Тома Палеолог (на гръцки: Θωμάς Παλαιολόγος; 1409 – 12 май 1465) е византийски принц от XV век – деспот на Морея от 1428 г. до падането на княжеството през 1460 г., въпреки че продължава да претендира за титлата до смъртта си пет години по-късно. Той е по-малък брат на византийските императори Йоан VIII Палеолог и Константин XI Палеолог, който е последният византийски император. Тома е назначен за деспот на Морея от император Йоан VIII Палеолог през 1428 г., присъединявайки се като съуправител към двамата си братя Теодор и Константин, които вече управлявали Морея като деспоти. Въпреки че Теодор сътрудничи с неохота на братята си, Тома и Константин успешно работят за укрепване на княжеството и разширяването на границите му. През 1432 г. Тома връща във византийски ръце териториите на латинското Княжество Ахея, създадено по време на Четвъртия кръстоносен поход повече от двеста години по-рано, като се жени за Катерина Закария, наследница на княжеството.
През 1449 г. Тома подкрепя възкачването на брат си Константин на византийския трон въпреки машинациите на другия му брат, Димитър, който сам се стремял към властта. След затвърждаването на Константин на трона, Димитър е назначен от него да управлява Морея заедно с Тома, но двамата братя трудно си сътрудничат и често са в конфликт помежду си. След падането на Константинопол и края на Византийската империя през 1453 г., османският султан Мехмед II позволява на Тома и Димтър да продължат да управляват като османски васали в Морея. Тома се надява да превърне малкото деспотство в изходен пункт на евентуална кампания за възстановяване на империята, разчитайки на подкрепа от папството и Западна Европа. Постоянните конфликти с Димитър, който вместо това подкрепя османците, в крайна сметка подтикнали Мехмед II да нахлуе и да завладее Морея през 1460 г.
Тома и семейството му, включително съпругата му Катрерина и трите им по-малки деца Зоя, Андреай и Мануил, избягали във венецианския град Метони и след това на остров Корфу, където Катерина и децата останали да живеят. Хранейки надеждата да събере подкрепа за кръстоносен поход за освобождаването на земите му в Морея и вероятно на самата Византийска империя, Тома пътува до Рим, където е приет и осигурен от папа Пий II. Надеждите му да си върне Морея никога не се сбъдват и той умира в Рим на 12 май 1465 г. След смъртта му претенциите върху короните на Морея и Византия са наследени от най-големия му син Андрей Палеолог, който също се опитва да събере подкрепа за кампания за освобождаване на деспотството на баща си и на Византийската империя.

## Биография

### Ранен живот и назначаване като деспот
Докато Византийската империя се разпада и разпокъсва през XIV век, императорите от династията на Палеолозите започват да усещат, че единственият сигурен начин да запазят останалите си владения непокътнати, е да ги предадат като апанажи за защита и управление на своите синове, които носят титлата деспот. Император Мануил II Палеолог (1391 – 1425) има общо шестима синове, които преживели ранна детска възраст. Най-големият му син Йоан е издигнат до съимператор и е определен за наследник на Мануил като единствен император след смъртта му. Вторият син – Теодор, е определен за деспот на Морея, а третият – Андроник, става деспот на Солун през 1408 г., докато е само на осем години. По-малките синове на Мануил – Константин, Димитър и Тома, който е най-малкият, роден през 1409 г., – остават в Константинопол, тъй като не останала достатъчно земя, която да им бъде предоставена. По-малките деца; Теодор, Андроник, Константин, Димитър и Тома често са описвани като багренородни („родени в багреница“; родени в императорския дворец по време на управлението на техния баща) – отличие, което, изглежда, не било споделяно от император и техен по-голям брат Йоан VIII Палеолог.
Отношенията между братята Палеолози не винаги били добри. Въпреки че младите Йоан и Константин, изглежда, са се разбирали добре, отношенията между Константин и по-младите Димитър и Тома не са били толкова приятелски. Сложните взаимоотношения между синовете на Мануил II са поставени на изпитание, когато Йоан, вече като император Йоан VIII, назначава брат си Константин за деспот на Морея през 1428 г. Тъй като брат му Теодор отказа да се оттегли от ролята си на деспот, деспотството се управлява от двама членове на императорското семейство за първи път от създаването си през 1349 г. Скоро след това по-младият Тома (на 19 години) също е назначен за деспот на Морея, което означава, че, формално да било единно, деспотството на практика се е разпаднало на три по-малки княжества.
Деспот Теодор Палеолог не допуснал Константин и Тома в столицата на княжеството – град Мистра. Вместо това той предоставя на Константин земи в цяла Морея, включително северния пристанищен град Егио, както и крепости, и градове в Лакония (на юг), Каламата и Месения на запад. Константин прави своя столица град Кларенца. Междувременно Тома получава земи в северните части на княжеството и се установява в замъка Калаврита.

### Деспот на Византийската империя

#### Укрепване на Морея
Малко след като са назначени за деспоти, Константин и Тома, заедно с Теодор, решават да обединят силите си в опит да превземат процъфтяващото и стратегическо пристанище Патра в северозападната част на Морея, тогава намиращо се под управлението на своя католически архиепископ. Кампанията, която е неуспешна вероятно поради нежеланието на Теодор да участва в нея, е първият военен опит на Тома. По-късно Константин превзема Патра сам, слагайки край на 225-годишното ѝ чуждо владение.
Ранният период от управлението на Тома Палеолог като деспот на Морея също не преминава без нови придобивки. Години наред Тома и Константин завладяват малко по малко последните остатъци от Княжество Ахея – кръстоносна държава, създадена по време на Четвъртия кръстоносен поход през 1204 г., която някога е управлявала почти целия полуостров. Тома е този, който най-накрая слага край на съществуването на Ахейското княжество, като се жени за Катерина Закария, дъщеря и наследница на последния ахейски принц, Чентурионе II Закария. Със смъртта на Чентурионе през 1432 г. Тома предявил претенциите си за контрол над всички останали територии на Ахейското княжество. До 30-те години на века Тома и Константин връщат целия Пелопонес отново във византийски ръце за първи път от 1204 г., като единственото изключение са няколкото пристанищни центрове и градове, държани от Република Венеция.
Скорошните успехи на братята в Морея събуждат безпокойството на султан Мурад II – султан на Османската империя, която през изминалото едно столетие успяла да превземе по-голяма част от територията на Византийската империя и да сведе империята и княжеството до васални на султана държави. През 1431 г. Турахан бей, турски генерал, който управлява Тесалия, изпраща войските си на юг, за да разрушат основните отбранителни укрепления на Морея – стените на Хексамилион, в опит да напомни на деспотите, че са васали на султана.
През март 1432 г. Константин, желаейки да бъде по-близо до Мистра, сключва ново териториално споразумение с Тома, вероятно одобрено от братята им Теодор и Йоан VIII. Тома се съгласява да отстъпи Калаврита на Константин, който я превръща в своя нова столица, в замяна на коеото Тома получава Елида, която прави своя нова престолнина. Въпреки че отношенията между тримата деспоти изглеждат добри през 1432 г., те скоро се влошават. Йоан VIII Палеолог нямал синове, които да го наследят, и затова се предполагало, че негов наследник ще бъде един от четиримата му оцелели братя (Андроник починал известно време преди това). Предпочитаният наследник за Йоан VIII е Константин и въпреки че този избор е приет от Тома, който е развил добри отношения с по-големия си брат Константин, той възмутил по-възрастния Теодор. Когато Константин е призован в столицата през 1435 г., Теодор сметнал, че се готви обявяване на Константин за съимператор и официален наследник, което всъщност не било така, поради което Теодор също пристига в Константинопол, за да представи своите възражения. Конфликтът между Константин и Теодор не е разрешен до края на 1436 г., когато бъдещият патриарх Григорий Мама е изпратен да ги помири и да предотврати гражданска война между братята. Когато Константин е призован да действа като регент в Константинопол, докато Йоан VIII отсъства на събора във Флоренция от 1437 до 1440 г., Теодор и Тома остават в Морея. През ноември 1443 г. Константин предава на Теодор контрола над Селимврия, която получил, след като помогнал да се потуши бунта на техния по-малък брат Димитър, а Теодор на свой ред изоставя поста си на деспот на Морея, което оставило Константин и Тома единствени деспоти на Пелопонеското княжество. Въпреки че това доближава Теодор до Константинопол, то също прави Константин владетел на столицата на Морея и един от най-могъщите хора в малката империя. След като Теодор и Димитър били отстранени от пътя им, Константин и Тома се надявали да укрепят Морея, която вече е културен център на византийския свят, и да я превърнат в безопасно и почти самодържавно княжество. Философът Плитон се застъпва за това, че докато Константинопол е Новият Рим, Мистра и Морея могат да станат „Нова Спарта“, централизирано и силно гръцко царство само по себе си.

#### Турските нападения и възцаряването на Константин XI
Сред действията, предприети по време на проекта на братята за укрепване на деспотството, е възстановяването на стените на Хексамилион, разрушени от турците през 1431 г. Заедно те напълно възстановили стените, които били завършена през март 1444 г. Стената е разрушена отново от турците през 1446 г., след като Константин се опитал да разшири контрола си на север и отказал исканията на султана за повторното разрушаване на стената. Константин и Тома били решени да удържат стената и довели всичките си налични сили, възлизащи на около двадесет хиляди души, за да я защитават. Въпреки това битката край стените на Хексамилион през 1446 г. е съкрушителна турска победа, като Константин и Тома едва успяват да спасят живота си. Турахан бей е изпратен на юг, за да превземе Мистра и да опустоши земите на Константин, докато султан Мурад II води войските си в северната част на Пелопонес. Въпреки че Турахан не успява да превземе Мистра, това нямало голямо значение, тъй като по това време Мурад не възнамерявал да завладее Морея, а просто да всее ужас и страхопочитание у васалите си, поради коеото турците скоро напуснали полуострова, оставяйки го опустошен и обезлюден. Константин и Тома не са в състояние да поставят условията за примирието и са принудени да приемат Мурад за свой господар и да му плащат данък, като обещават никога повече да не възстановяват стените на Хексамилион.
Техният бивш суправител Теодор Палеолог умира през юни 1448 г., а на 31 октомври същата година умира и император Йоан VIII Палеолог. Потенциалните наследници на трона останали Константин, Димитър и Тома. Йоан VIII не определил официално своя наследник, въпреки че всички знаели, че той предпочитал Константин, и в крайна сметка надделява волята на майка им Елена Драгаш, която също предпочитала Константин. И Тома, който нямал намерение да претендира за трона, и Димитър, който със сигурност го направил, побързали за Константинопол и пристигнали в столицата преди Константин. Въпреки че Димитър е предпочитан от мнозина поради своите антиуниатски настроения, Елена запазила правото си да действа като регент до пристигането на най-големия ѝ син Константин, парирайки опита на Димитър да завземе престола. Тома Палеолог приема назначаването на Константин, а претенциите на Димитър, който скоро след това се присъединил към провъзгласяването на Константин за нов император, били отхвърлени. Лоялният на Палеолозите византийски историк Георги Сфранцес тогава информира султан Мурад II, който също приема възцаряването на Константин, сега император Константин XI. За да отстрани Димитър от столицата и нейните околности, Константин го прави деспот на Морея, който да управлява деспотството заедно с Тома. Димитър получава Мистра и управлява основно южните и източните части на княжеството, докато Тома управлява Коринтия и северозапада, използвайки Патра или Леонтари като своя столица.
През 1451 г. султан Мурад II, вече стар и уморен, и изоставил всички намерения да завладее Константинопол, умира и е наследен като султан от младия си и енергичен син Мехмед II, който е решен преди всичко да превземе града на императорите. През 1452 г., по време на подготвителните етапи на османската обсада на Константинопол, Константин XI изпраща спешно съобщение до Морея с молба един от братята му да доведе силите си, за да му помогне за защитата на града. За да предотврати пристигането на помощ от Морея, Мехмед II изпраща Турахан бей да опустоши отново полуострова. Турската атака е отблъсната от армия, командвана от Матей Палеолог Асен, зет на деспот Димитър Палеолог, но тази победа дошла твърде късно, за да предложи каквато и да е помощ на Константинопол.

### Продължава управлението в Морея

#### Първоначално владение под османско владичество
Константинопол в крайна сметка пада на 29 май 1453 г., а Константин XI Палеолог умира по време на защитата му, което слага официален край на Византийската империя, след което една от най-големите заплахи за новия османски режим е възможността някой от оцелелите роднини на Константин XI да намери последователи и да се върне, за да възстанови империята. За щастие на Мехмед II, двамата деспоти в Морея не представляватли нещо повече от малко неудобство, поради коет им е позволено да запазят титлите и управлението на земите си. Когато пратеници на Тома и Димитър посетили султана в Адрианопол няколко месеца след падането на Константинопол, султанът поискал да не се предава територия, а само деспотите да му плащат годишен данък от 10 000 дуката. Тъй като на Морея е позволено да продължи съществуването си, много византийци избягали в княжеството, което го превърнало в нещо като византийска държава в изгнание. Някои от тези влиятелни бежанци и придворни дори повдигнали идеята за провъзгласяване на деспот Димитър Палеолог, по-големия брат, за император на ромеите и законен наследник на император Константин XI. Тома и Димитър може би са обмисляли да превърнат своето малко деспотство в сборен пункт за кампания за възстановяване на империята; със значителна плодородна и богата територия под контрола на деспотството за момент изглеждало, че има възможност империята да продължи да съществува в Морея. Въпреки това Тома и Димитър никога не се оказват в състояние да си сътрудничат и изразходват по-голямата част от ресурсите си, за да воюват помежду си, вместо да се подготвят за битка срещу турците. Тъй като Тома прекарал по-голямата част от живота си в Морея, а Демитър – другаде, двамата братя почти не се познавали.
Малко след падането на Константинопол в Морея избухва бунт срещу деспотите, предизвикан от многото албански заселници в региона, недоволни от действията на местните гръцки земевладелци. Албанците са уважавали по-ранните деспоти, като Константин и Теодор, но презирали двамата нови деспоти и без централна власт в Константинопол, те видели възможността да поемат контрола над деспотството. В частта на деспотството, управлявана от Тома, бунтовниците избрали да провъзгласят за свой водач Йоан Асен Закария, син на последния принц на Ахея, а в частта на деспотството под властта на Димитър водачът на въстанието бил Мануил Кантакузин, внук на Димитър I Кантакузинос (морейски деспот до 1384 г.) и праправнук на император Йоан VI Кантакузин (1347 – 1354). Неспособни да победят албанците сами, деспотите се обръщат за помощ към османците. Мехмед II не желаел деспотството да премине в ръцете на албанците и извън негов контрол, поради което през декември 1453 г. изпраща и армия да потуши бунта в Пелопонес. Въстанието на албанците не е напълно потушено до октомври 1454 г., когато Турахан бей пристига, за да помогне на деспотите да установят здраво властта си в региона. В замяна на помощта Мехмед II поискал увеличаване на данъка, плащан от Тома и Димитър, до 12 000 дуката годишно вместо предишните 10 000.

#### Възможността за западна помощ
Нито един от братята не могъл да събере исканата от султана сума, а освен това те били разделени и в политиката си. Докато Димитър, койро вероятно имал по-реален поглед над ситуацията, изоставя опитите да получи помощ от Християнския запад, смятайки, че това може би най-добре ще успокои турците, то Тома запазил надеждата, че папството все още може да организира кръстоносен поход за възстановяване на Византийска империя. Надеждите на Тома не били напразни; падането на Константинопол е било прието с толкова ужас в Западна Европа, колкото и в малкото останали византийски територии на Изток. През септември 1453 г. папа Николай V издава кръстоносната була Etsi ecclesia Christi, която призовава християните от целия Запад да вземат кръста и да тръгнат на кръстоносен поход за възстановяване на Константинопол от мюсулманските му владетели. Отговорът бил ентусиазиран: някои от най-могъщите и влиятелни владетели в Европа се отзовават, включително бургундският херцог Филип Добрия (през февруари 1454 г). и арагонския и неаполитански крал Алфонсо Великодушни (ноември 1455 г.), който дори обещал лично да поведе множество от 50 000 мъже и 400 кораба срещу османците. Във Франкфурт императорът на Свещената Римска империя Фридрих III събира съвет от германски принцове и предлага 40 000 мъже да бъдат изпратени в Унгария, където османците претърпяват съкрушително поражение при Белград през 1456 г. Ако обединените сили на Унгария, Арагон, Бургундия и Свещената Римска империя били отприщени, за да се възползват от победата при Белград, османският контрол над Балканите щял да бъде сериозно застрашен.
Въпреки че османците са осигурили позицията на двамата деспоти в неотдавнашното албанско въстание, възможността за западна помощ за възстановяване на Византийската империя се оказва твърде искусителна. През 1456 г. Тома изпраща Йоан Аргиропул като пратеник на Запад, за да обсъди възможността за помощ за Морея. Аргирополу бил внимателно обмислен избор, тъй като той е пламенен поддръжник на реленията на Фераро-флорентинския събор, което означавало, че щял дабъде добре приет в Рим от наследника на папа Николай V, папа Каликст III. След Рим Аргиропул посещава Милано, Англия и Франция, а други пратеници са изпратени в Арагон (поради участието на Алфонсо в плановете на кръстоносните походи) и Венеция (тъй като Тома се надявал, че може да си осигури убежище на венецианска територия в случай на османско нападение над Морея). Кръстоносният поход изглеждал толкова неизбежен, че дори категорично антизападнонастроеният Димитър Палеолог смекчил антилатинската си позиция и изпратил и свои пратеници. Аргиропул вероятно пристига в Рим приблизително по същото време, по коеото пристига и пратеникът на Димитър Палеолог, Франкулиос Сервопуло, и двамата пратеници пътуват из Европа, посещавайки едни и същи дворове, независимо един от друг. Тома и Димитър запореден път се оказват неспособни да работят заедно дори с чуждестранната дипломация.

#### Гражданска война в Морея и завладвване на княжеството
В крайна сметка нито един кръстоносен поход не потегля срещу османците. Поради убедеността си, че помощта ще пристигне, и поради невъзможността да съберат исканата от султана сума, двамата деспоти не изплащат годишния си данък на османците в продължение на три години. Тъй като парите от Морея не пристигнали, а надвиснала и заплахата от Запада, Мехмед II в крайна сметка изчерпал търпението си към Палеолозите. Османската армия тръгва от Адрианопол през май 1458 г. и навлиза в Морея, където истинска съпротива среща само при Коринт, в рамките на владението, управлявано от Димитър Палеолог. Оставяйки артилерията си да бомбардира и обсажда града, Мехмед II тръгва с по-голямата част от армията си, за да опустоши и завладее северните части на деспотството, намиращи се под юрисдикцията на Тома. Коринт най-накрая се предава през август, след като няколко града на север вече се били предали, и Мехмед наложил тежко възмездие на Морея. Територията под управлението на двамата братя била драстично намалена – Коринт, Патра и голяма част от северозападната част на полуострова са анексирани към Османската империя и снабдени с турски управители, като на Палеолозите било позволено да запазят само юга, включително формалната столица на деспотството Мистра, при условие че изплащат редовно годишния си данък към султана.
Почти веднага след като Мехмед II напуска Морея, двамата братя отново започват да се карат помежду си. Победата на Мехмед II само засилва антагонизма между двамата: Димитър преминал на още по-твърди проосмански позиции, след като Мехмед му обещал, че ще се ожени за дъщеря му Елена, докато Тома все повече се надявал на западна помощ, тъй като районите на Морея, анексирани от Мехмед II, били почти цялата област, управлявана от Тома, включително и неговата столица Патра. През януари 1459 г. Тома се разбунтувал срещу Димитър и османците, присъединявайки се към редица албански господари. Те превземат крепостта Калаврита и голяма част от земята в централна Морея и обсаждат Каламата и Мантинея – крепости, държани от Димитър Палеолог. Димитър отговорил, като превзема Леонтари и вика на помощ турските управители в Северна Морея. Имало много опити да се постигне мир между двамата братя, като Мехмед II дори наредил на епископа на Лакедемон да накара двамата братя да се закълнат да пазят мир помежду си, но всяко примирие продължавало само за кратко. Много от византийските благородници в Морея могли само да гледат с ужас как бушува гражданската война между двамата Палеолози.
Въпреки че Димитър имал повече войници и ресурси, Тома и албанците успяват да се обърнат към Запада за помощ. След успешна битка срещу османците, Тома изпраща в Рим 16 пленени турски войници заедно с част от въоръжената си охрана, за да убеди папата, че участва в свещена война срещу мюсюлманите. Схемата сработва и папата изпраща 300 италиански войници под командването на миланскя кондотиер Джаноне да Кремона, за да помогнат на Тома. С тези подкрепления Тома Палеолог печели надмощие и изглежда, че Деметър е бил на път да бъде победен, след като е принуден да се оттегли в град Монемвасия и да изпрати Матей Асен в Адрианопол, за да моли султан Мехмед II за помощ. Молбите на Тома към Запада представляват реална заплаха за османците, която станала още по-голяма, когато в подкрепа на плана заработил гласовитият кардинал Висарион – византийски бежанец, който избягал от империята години по-рано. Папа Пий II свиква съвет през 1459 г. в Мантуа и изпраща Висарион и някои други да проповядват за кръстоносен поход срещу османците в цяла Европа.
Решен да подчини Гърция, Мехмед решава, че унищожаването на деспотството и пълното му анексиране директно към неговата империя е единственото възможно решение. Султанът събира армията си още веднъж през април 1460 г. и я повежда лично първо към Коринт, а след това към Мистра. Въпреки че привидно е бил на страната на султана, територията на Димитър първа посреща османското нападение. Демитър се предава на османците без съпротива и страхувайки се от възмездие, вече бил изпратил семейството си на безопасно място в Монемвасия. Така Мистра пада в османски ръце на 29 май 1460 г., точно седем години след падането на Константинопол. Малкото места в Морея, които се осмеляват да се съпротивляват на армията на султана, са опустошени според ислямския закон: мъжете са избивани, а жените и децата са отведждани в плен. Тъй като голям брой гръцки бежанци избягали на венецианска територия като Метони и Корони, Морея била постепенно покорена, като последната съпротива на османците е оказана при Салменикон през юли 1461 г. от Константин Граица Палеолог, роднина на Тома и Димитър,

### Живот в изгнание
Когато Тома за първи път научава за нашествието на Мехмед, той първоначално се беше укрил в Мантинея, за да изчака и да види как се развива нашествието. След като става ясно, че османците напредват към Леонтари и скоро ще достигнат околностите на Мантинея, Тома, неговият антураж (включително други гръцки благородници, като Георги Сфранцес), съпругата му Катерина и децата му Андрей, Мануил и Зоя бягат в Метоний. Тома и неговите спътници се евакуирали на остров Корфу на кораби, предоставени от Венеция, пристигайки там на 22 юли 1460 г. Въпреки че Катерина и децата останали на Корфу, островът е само временно убежище за Тома и местното правителство не желаело да му позволи да остане твърде дълго от страх да не предизвика османците. Тома не бил сигурен накъде да се отправи след това, той се опитва да замине за Рагуза, но сенатът на града категорично му отказва прием в града. Приблизително по същото време Мехмед II изпраща пратеници до Тома с предложение да сключат „договор за приятелство“, като му обещава земи в замяна на завръщането му в Гърция. Несигурен какво да прави, Тома изпраща емисари както до Мехмед, така и до папството (за да кажат на папата за затрудненото си положение). Пратеникът при Мехмед намира султана във Верия и въпреки думите на султана веднага е арестуван и окован заедно с приближените му.
Няколко дни по-късно пратеникът бил освободен и се върнал при Тома на Корфу с послание; или Томас трябва да да се яви лично при Мехмед, или да изпрати някое от децата си. При тази ситуация Тома решава, че няма избор – Западът е единствената му останала възможност. На 16 ноември 1460 г. той оставя жена си и децата си на Корфу и отплава за Италия, като акостира в Анкона. През март 1461 г. Тома пристига в Рим, където се надява да убеди папа Пий II да призове за кръстоносен поход. Като брат на последния византийски император, Тома е бил най-известният владетел в изгнание от многобройните християни, избягали от Балканите по време на османското завоевание.
При пристигането си в Рим Тома се среща с Пий II, който го дарява със Златна роза, квартира в Болницата Сведи Дух в Сасия и пенсия от 300 дуката месечно (общо 3600 годишно). В допълнение към папската пенсия, Тома също получава допълнителни 200 дуката на месец от кардиналите и 500 дуката от Република Венеция, която също го моли да не се връща на Корфу, за да не повлияе на вече обтегнатите отношения на Венеция с османците. Многобройните последователи на Тома смятали, че предоставените му пари са едва достатъчни, за да издържат деспота, и със сигурност не са достатъчни, за да издържа и тях Папството признава Тома за законен деспот на Морея и истински наследник на Византийската империя, въпреки че той никога не е претендирал за императорската титла.
По време на престоя си в Рим Тома, поради своята „висока и красива външност“, служи като модел на статуята на Свети Павел, която и до днес стои пред базиликата Свети Петър. На 12 април 1462 г. Тома подарява предполагаемия череп апостол Андрей – скъпоценна реликва, която е била във византийски ръце от векове. Пий получава черепа от кардинал Висарион в Понте Милвио. Церемонията, която била приветствана като завръщането на Андрей при неговите роднини, римляните (като символични потомци на Свети Петър), е изобразена на гроба на Пий II.
През 1460 г. плановете за кръстоносен поход срещу османците отново са в ход. Пий II е превърнал възстановяването на Константинопол в една от основните цели на своя понтификат и неговият съвет от 1459 г. в Мантуа е осигурил различни велики сили в Западна Европа обещание за изпращане на кръстоносна армия, възлизаща на общо 80 000 души. Морската подкрепа за плановете е осигурена през 1463 г., когато Венеция официално обявява война на османците в резултат на турските нахлувания в нейни територии в Гърция. През октомври 1463 г. Пий II официално обявява война на Османската империя, след като Мехмед отхвърля предложението му да приеме християнството. Докато много от балканските изгнаници на Запад се примирили, че ще изживеят живота си в неизвестност, Тома се надявал в крайна сметка да възстанови контрола си над византийската територия. Като такъв той твърдо подкрепя плановете на кръстоносните походи.
В началото на 1462 г. Тома потегля от Рим на обиколка из Италия, за да събере подкрепа за кръстоносен поход, носейки със себе си папски писма за индулгенция. Тома носи със себе си писма от Пий II, който го описва като „принц, роден в прочутото и древно семейство на Палеолозите... човек, който сега е имигрант, гол, ограбен от всичко, освен от рода си“. Подобно на баща си Мануил II и брат му Йоан VIII преди него Тома притежава известна кралска харизма и добър външен вид, което гарантира, че призивите му няма да останат глухи. Мантуанският посланик в Рим го описва като „красив мъж с фин, сериозен вид и благородна и много достолепна осанка“, а посланиците на Милано, които го срещат във Венеция, пишат, че Томас е „толкова достоен, колкото всеки човек на земята може да бъде". От многото владетелски дворове, които Тома посещава, сериозни възражения срещу молбите му били направени само във Венеция, където местният сенат дава да се разбере, че не иска да има нищо общо с него. Венецианците не само накарали Тома да напусне града, но изпратили посланици в Рим с молба той да не придружава експедицията, тъй като присъствието му ще „произведе ужасни и неуместни скандали“. Причината за лошото отношени на Венеция срещу Тома може да се корени в неговия напредък във венецианските територии по времето, когато е деспот в Морея, или във факта, че споровете с брат му Димитър ефективно обрекли Морейското деспотство. Въпреки надеждите на Тома, никаква експедиция не потегля към Гърция. Когато армията е готова да отплава през 1464 г., папа Пий II пътува до Анкона, за да се присъедини към кръстоносния поход, но умира там на 15 август. Без ръководството на Пий II, кръстоносният поход е разпуснат почти веднага, като всички кораби се завъръщат у дома един по един.
След смъртта на съпругата му през август 1462 г. Тома Палеолог повиквал в Рим децата си, които все още се намирали на остров Корфу, но те пристигат в града едва след като Тома умира на 12 май 1465 г. Въпреки че Тома бил до голяма степен игнориран и забравен от римския елит след смъртта на Пий II през 1464 г., той е погребан с почести в базиликата Свети Петър, където гробът му щял да оцелее след разрушаването и премахването на гробниците на императорите Палеолози в Константинопол през първите години на османското владичество. Съвременните опити да се намери гробът му в базиликата досега са се оказват безплодни.

## Деца и потомци
Общоприето е, че Тома има четири деца от Катерина Закария, – число, което посочва Георги Сфранцес. Тези четири деца са:
- Елена Палеологина (1431 – 7 ноември 1473), по-голямата от двете дъщери на двойката, Елена е омъжена за Лазар Бранкович, син на Юрадж Бранкович, деспот на Сърбия. По времето на падането на Морея Елена отдавна се е преместила в Смедерево със съпруга си (който в крайна сметка става деспот на Сърбия през 1456 г.). Лазар умира през 1458 г. и Елена е оставена да се грижи за трите дъщери на двойката. През 1459 г. Мехмед II напада Сърбия и слага край на деспотството, но на Елена ѝ е позволено да напусне страната. След като прекарва известно време в Рагуза, тя се премества в Корфу и живее там с майка си, братята и сестрите си. След това Елена става монахиня и живее на остров Левкада, където умира през ноември 1473 г. Въпреки че Елена има много потомци чрез трите си дъщери Елена, Милица и Ирина Бранкович, нито една от тях не носи името Палеолог.[42]
- Зоя Палеологина (ок. 1449 – 7 април 1503), по-малката дъщеря на Тома и Катерина, през 1472 г. Зоя е омъжена за великия московски княз Иван III от папа Сикст IV с надеждата да обърне руснаците в римокатолицизъма. Руснаците не приемат католицизма, като бракът е отпразнуван според източноправославната традиция. Зоя е наричана „София“ в Русия и бракът ѝ с Иван III служи като основание Москва да претендира да бъде „Третият Рим“, идеологически и духовен наследник на Византийската империя. Зоя и Иван III имат няколко деца, които от своя страна имат многобройни потомци и въпреки че никой не използва фамилноти име Палеолог, много от тях използват иконографията на двуглавия орел на Византия. Иван Грозни, първият коронован цар на Русия, е внук на София Палеологина.[42]
- Андреай Палеолог (17 януари 1453 – юни 1502), по-големият от двамата сина на Тома и негово третото дете, Андреай живее по-голямата част от живота си в Рим, преживявайки с постепенно намаляваща папска пенсия. След смъртта на Тома, Андреай е признат от папството и други в Италия за законен наследник на деспотството на Морея и по-късно ще продължи да претендира и за титлата Imperator Constantinopolitanus („император на Константинопол“), надявайки се да възстанови Византийска империя. Той се опитваа да организира експедиция за възстановяване на империята през 1481 г., но плановете му се провалят и по-късно отстъпва правата върху императорската титла на френския крал Шарл VIII, надявайки се да го използва като срещу турците. Андрей умира в бедност в Рим, но не е сигурно дали е имал деца. Завещанието му уточнява, че титлите му трябва да бъдат наследени от католическите монарси в Испания (въпреки че те никога не са ги използвали).[48]
- Мануил Палеолог (2 януари 1455 г. – преди 1512 г.), най-малкото от четирите деца, Мануил живеел в Рим и на папска издръжка като брат си. Тъй като пенсията му постепенно е намалена, а Мануел като втори син нямал никакви титли за продажба, той пътува из Европа в търсене на някого, който да го наеме на военна служба. Тъй като не получава задоволителни предложения, Мануил изненада всички, като заминава за Константинопол през 1476 г. и се оставя на милостта на султан Мехмед II, който го посреща любезно. Мануил Палеолог се жени за непозната жена и остава в Константинопол до края на живота си. Имал двама сина, единият от които починал млад, а другият приел исляма.[49]

Възможно е обаче Сфранцес да не е бил добре запознат със семейството на Томаа. Хронистът посочва, че съпругата на Тома починала на 70 години, което означава, че тя би трябвало да е родила Мануил на безпрецебеднтна за времето възраст от 65 години. Известно е, че Тома Палеолог е имал поне едно дете, което не е споменато от Сфранцес; дъщеря (чието име е неизвестно), починала в ранна детска възраст, спомената в надгробна реч. По-късните източници, различни от работата на Сфранцес, се различават значително по броя на децата, приписвани на Тома. Докато някои, като Шарл дю Канж (1680), споменават същите четири деца, посочени от Георги Сфранцес, други, като Антонио Албизи (1627) посочват само две деца – синовете Андрей и Мануел. Лео Алаций (1648) посочва трима сина – Йоан, Андрей и Мануил. Това означава, че дори сравнително кратко време след смъртта на Тома, броят на децата, които е имал, не е бил ясен.
Генеалогът Питър Малат заключва през 1985 г., че тази несигурност, както и фактът, че най-голямото известно дете на Тома – Елена Палеологина, е родено почти двадесет години преди второто му най-голямо известно дете, Зя, означава, че е възможно Тома Палеолог да е имал повече деца от общоприети четири. Някои по-късни италиански родословия, датиращи от XVII век и след това, приписват на Тома още двама сина – незаконен син на име Роджерио и четвърти законен син, също на име Тома. Съществуването на Роджерио и Тома Младши е отхвърлено като фантазия от съвременната наука. Има оскъдни доказателства за съществуването на втори Тома Палеолог през XV век, като „Тома Палеолог, деспот на Морея“ е записан като оженил се за сестра на неаполитанската кралица Изабела Клермонска през 1444 г. (нещо, което Тома Палеолог не би могъл да направи, тъй като по това време той е женен и управлява в Морея). Съществуването на Роджерио се основава на шепа неавтентични документи и устната традиция, предавана от неговите предполагаеми потомци от фамилията Палеолого Мастроджовани ("Paleologo Mastrogiovanni"). Въпреки че самите отделни документи имат малко съмнително съдържание, те са противоречиви, когато се разглеждат като цяло и не потвърждават непременно, че Тома е имал син на име Роджерио. Сфранцес по повод на раждането на Андрей Палеолог на 17 януари 1453 г., че момчето е „продължител и наследник“ на рода на Палеолог – фраза, която не би имала смисъл, ако Андрей не е първородният син на Тома (ако са съществували, то и и Роджерио, и Томас Младши биха били по-възрастни от Андрей Палеолог).
В края на XVI век семейство с фамилното име Палеолог, живеещо в Пезаро, Италия, твърди, че произхожда от Тома чрез предполагаем негов трети син, наречен Йоан. Това семейство по-късно живее главно в Корнуол и излъчва личности като Теодор Палеолог, който работи като войник и наемен убиец, и Фердинанд Палеолог, който се пенсионира в Барбадос в края на XVII век. Съществуването на син на Тома, наречен Йоан, не може да бъде доказано със сигурност, тъй като никъде другаде не се споменава негов син с това име. Възможно е Йоан да е бил истинска историческа фигура, вероятно незаконен син на Тома или може би негов внук чрез някой от познатите му синове, Андрей или Мануил. Съществуването на Йоан може да бъде потвърдено от споменаването на син с това име от Алаций през 1648 г. (макар че този източник е твърде късен, за да се счита за надежден) и съвременни документи в Пезаро, оспоменаващи Леоне Палеолог (имената Леоне и Йоан са подобни в техните латински форми; Leonis и Ioannes) като живеещ там.

### Цитирана литература
- Gilliland Wright, Diana (2013). The Fair of Agios Demetrios of 26 October 1449: Byzantine-Venetian relations and Land Issues in Mid-Century. – Byzantine and Modern Greek Studies, 37(1),  63–80, doi:10.1179/0307013112Z.00000000019, https://www.researchgate.net/publication/272223892
- Hall, John (2015). An Elizabethan Assassin: Theodore Paleologus: Seducer, Spy and Killer. Stroud: The History Press, ISBN 978-0750962612
- ((en)) Harris, Jonathan (1995). A Worthless Prince? Andreas Palaeologus in Rome, 1465-1502. – Orientalia Christiana Periodica, 61,  537–554, https://www.academia.edu/9864507
- Harris, Jonathan (2010). The End of Byzantium. New Haven: Yale University Press, ISBN 978-0300117868
- ((en)) Harris, Jonathan (2013). Despots, Emperors, and Balkan Identity in Exile. – The Sixteenth Century Journal, 44(3),  643–661, doi:10.1086/SCJ24244808, JSTOR 24244808, http://jstor.org/stable/24244808
- ((it)) Maisano, Riccardo (1988). Su alcune discendenze moderne dei Paleologi di Bisanzio. – Rassegna Storica Salernitana,  77–90 (1–9 in PDF), http://opar.unior.it/380/1/Discendenze_moderne_dei_Paleologi.pdf
- Mallat, Peter (1985). A Famous 'Emperor in Exile': Thomas Palaiologos and His Descendants. – The Genealogist, 6,  141–147, https://fmg.ac/library/867-a-famous-emperor-in-exile-thomas-palaiologos-and-his-descendants
- Melvani, Nicholas (2018). The tombs of the Palaiologan emperors. – Byzantine and Modern Greek Studies, 42(2),  237–260, doi:10.1017/byz.2018.7
- Miller, William (1921). Miscellanea from the Near East: Balkan Exiles in Rome. Essays on the Latin Orient. Cambridge: Cambridge University Press, pp. 496-515, https://archive.org/details/essaysonlatinori00milluoft/page/496/
- ((en)) Nicol, Donald M. (1974). Byzantium and England. – Balkan Studies, 15(2),  179–203, https://ojs.lib.uom.gr/index.php/BalkanStudies/article/view/1145
- Nicol, Donald M. (1992). The Immortal Emperor: The Life and Legend of Constantine Palaiologos, Last Emperor of the Romans. Cambridge: Cambridge University Press, ISBN 978-0511583698
- Runciman, Steven (2009) [1980]. Lost Capital of Byzantium: The History of Mistra and the Peloponnese. New York: Tauris Parke Paperbacks, ISBN 978-1845118952|  | Тази страница частично или изцяло представлява превод на страницата Thomas Plaiologos в Уикипедия на английски. Оригиналният текст, както и този превод, са защитени от Лиценза „Криейтив Комънс – Признание – Споделяне на споделеното“, а за съдържание, създадено преди юни 2009 година – от Лиценза за свободна документация на ГНУ. Прегледайте историята на редакциите на оригиналната страница, както и на преводната страница, за да видите списъка на съавторите. ВАЖНО: Този шаблон се отнася единствено до авторските права върху съдържанието на статията. Добавянето му не отменя изискването да се посочват конкретни източници на твърденията, които да бъдат благонадеждни. |